# Omgång
En omgång består av fyra eller färre soldater och bildas av två stridspar. Den engelska termen är fire team. En skytteomgång i den amerikanska marinkåren (USMC) har följande sammansättning. Tre skytteomgångar bildar en skyttegrupp i USMC.
- Omgångschef, tillika gevärsgranatskytt
- Skyttesoldat/spanare
- Kulspruteskytt, tillika ställföreträdande omgångschef
- Laddare